# Иванов, Денис Петрович
Денис Петрович Иванов — российский советский физик, кандидат физико-математических наук, лауреат Государственной премии СССР.

## Биография
Родился 3 августа 1930 г в г. Москве в семье химиков (мама работала в институте им. Карпова, а отец — на химфаке МГУ). После окончания ФизикоТехнического факультета МГУ (МФТИ) поступил на практику в Лабораторию № 2 Академии Наук, позднее преобразованную в Курчатовский институт, с которым была связана вся научная и творческая жизнь Дениса Петровича, начиная с исследований прямоточных плазменных разрядов в продольном магнитном поле и экспериментов на первом токамаке ТМП. С первых работ Денис Петрович проявил себя разносторонне мыслящим ученым, успешно решающим сложные инженерные и физические задачи удержания и нагрева высокотемпературной плазмы.
В 1960—1962 гг Денис Петрович руководил проектированием и сооружением серии малых токамаков ТМ-2, ТМ-1 и ТМ-3. Эта работа была одним из первых экспериментов, показавших, что в токамаке скорость диффузии плазмы поперёк поля в 10-20 раз меньше «бомовской», которая тогда многими считалась непреодолимой угрозой для программы термоядерного синтеза. Денис Петрович работал ведущим экспериментатором на токамаке Т-3А (ответственным за плазменный режим) в 1968 г. во время получения на установке первых термоядерных нейтронов и при проведении совместного эксперимента с англичанами по определению температуры по Томсоновскому рассеянию лазерного света. Эти эксперименты в 1969 г подтвердили измерения температуры и термоядерную природу обнаруженных нейтронов, что привело к признанию концепции токамаков и переориентировке на них термоядерной программы во всём мире. В 1971 г Иванову Денису Петровичу в коллективе исследователей была присуждена Государственная премия СССР.
Наряду с участием в пионерских экспериментах на токамаках Денис Петрович активно прорабатывал инженерные проблемы термоядерных реакторов. Одной из важнейших среди них было создание больших магнитов с использованием сверхпроводников, успешно реализованных в установках Т-7 и Т-15. Сооружение первого в мире сверхпроводящего токамаке Т-7 под руководством Дениса Петровича и техническая реализация ниобий-оловянной сверхпроводящей магнитной системы в Т-15 послужили основой для сооружаемого термоядерного реактора ИТЭР.
С 1987 г и до последнего времени Денис Петрович в составе экспертных групп активно участвовал в создании магнитной системы установки ИТЭР, проектировании сверхпроводящего магнита для токамака — термоядерного источника нейтронов на поле 5 Т и в разработке концепции токамака с реакторными технологиями (TRT). При непосредственном участии Дениса Петровича созданы китайский токамак НТ-7, южнокорейский токамак KSTAR и индийский токамак SST-1.